# Dipartimento di Capital (Tucumán)
Capital è un dipartimento collocato al centro della provincia argentina di Tucumán, con capitale San Miguel de Tucumán, che è anche l'unico municipio del dipartimento.
Confina a nord con il dipartimento di Tafí Viejo, a est con il dipartimento di Cruz Alta, a sud con il dipartimento di Lules e a ovest con il dipartimento di Yerba Buena.
Secondo il censimento del 2001, su un territorio di 90 km², la popolazione ammontava a 527.607 persone.